# Georg Solti
Sir Georg Solti, nascut György Stern el 21 d'octubre de 1912 a Budapest (Hongria), i mort el 5 de setembre de 1997 a Antibes (França), va ser un destacat director d'orquestra hongarès afincat al Regne Unit.

## Biografia
Solti va estudiar a Budapest amb Ernő Dohnányi, Béla Bartók i Zoltán Kodály. Va començar la seva carrera professional com a ajudant d'Arturo Toscanini a Salzburg el 1936-1937 i va debutar amb Les noces de Fígaro de Mozart a Budapest el 1936. Solti va sobreviure als anys de guerra a Suïssa com a professor de piano, ja que el Govern suís li va prohibir la direcció orquestral, i després del final de la guerra. Es va convertir en:
- líder de l'òpera de la ciutat de Baviera de Múnic (1946–1952)
- director general de l'Òpera de Frankfurt (1952-1961)
- director musical de la Royal Opera House de Covent Garden (1961-1971)
- director musical de l'Orquestra Simfònica de Chicago (1969–1992)
- assessor artístic/musical de l'Òpera de París (1971-1973).

Solti també va col·laborar més estretament amb l'Orquestra Filharmònica de Londres i l'Orquestra de París. També ha actuat en diverses sales d'òpera i concerts internacionals com l'Òpera de San Francisco, Glyndebourne, l'Òpera de Chicago, l'Òpera Metropolitana, el Festival de Bayreuth, i va dirigir el concert del Premi Nobel a Estocolm el 1991. Va treballar activament fins a la seva mort.
Va realitzar un gran nombre d'enregistraments llegendaris per a Decca ja als anys 50 i 60 durant el primer període de l'LP i la tecnologia estèreo, inclòs el primer enregistrament complet d'anell de Nibelungen amb la Filharmònica de Viena entre 1958 i 1965, encara es considera entre els millors tan musicalment. I sonorament. Es va donar a conèixer com un apreciat intèrpret de Beethoven, Brahms, Bruckner, Elgar, Mahler, Schumann i els darrers anys també Xostakóvitx. Va rebre 33 premis Grammy, que és més que qualsevol altre artista.
El seu estil es caracteritzava per interpretacions enèrgiques, precises i vivaces.
George Solti va ser nomenat cavaller el 1971 a la Gran Bretanya per les seves contribucions a la música.
L'asteroide 6974 porta el seu nom Solti.